# Beija-flor-de-cauda-violeta
O Beija-flor-de-cauda-violeta (Anthreptes aurantius) é uma espécie de ave da família Nectariniidae.
Pode ser encontrada nos seguintes países: Angola, Camarões, República Centro-Africana, República do Congo, República Democrática do Congo e Gabão.